# 2009年10月澳门

## 10月31日
- 澳門學者同盟會長楊允中表示，現時是適時對澳門普選議題作必要的深層次思考。澳門電台（页面存档备份，存于）

## 10月30日
- 拉斯維加斯金沙集團的澳門業務分拆到香港上市的申請獲准。澳門電台（页面存档备份，存于）

## 10月29日
- 已故消委會主席何思謙受賄案被移送檢察院。澳門電台（页面存档备份，存于）
- 立法議員黃顯輝、唐曉晴在議程前發言中，批評審計署公開就機動車輛估價委員會進行的審計報告。澳門電台（页面存档备份，存于）
- 立法會通過決議，成立土地及公共批給跟進委員會、公共財政事務跟進委員會和公共行政事務跟進委員會。澳門電台（页面存档备份，存于）

## 10月28日
- 第三季失業率為4.6%，就業不足率為2%。澳門電台（页面存档备份，存于）
- 運輸工務司司長劉仕堯回應銀河批地事件時指，特區政府是經過綜合考慮決定批出土地，而承批者必須完成發展計劃。澳門電台（页面存档备份，存于）
- 《大珠江三角洲城鎮群協調發展規劃研究》成果公佈。澳門電台（页面存档备份，存于）

## 10月27日
- 新澳門學社三名立法議員提出聽證動議，要求傳召銀河娛樂城批地決策及獲批地公司相關人士到立法會聽證。澳門電台（页面存档备份，存于）

## 10月26日
- 電子抄牌系統今天啟用。澳門電台（页面存档备份，存于）
- 第七屆澳門媽祖文化旅遊節開幕。澳門電台（页面存档备份，存于）

## 10月24日
- 第六屆世界華商高峰會開幕。澳門電台（页面存档备份，存于）

## 10月23日
- 加拿大龐巴迪公司表示有意參建澳門輕軌。澳門電台（页面存档备份，存于）

## 10月22日
- 第十四屆澳門國際貿易投資展覽會開幕。澳門電台（页面存档备份，存于）

## 10月21日
- 行政長官辦公室表示，行政會委員賀一誠昨日致函行政長官請辭，並即時獲接受。澳門電台（页面存档备份，存于）

## 10月20日
- 個人資料保護辦公室公佈在立會選舉期間首次接獲涉及傳媒報導侵犯私穩的投訴。澳門電台（页面存档备份，存于）

## 10月18日
- 一名長期吸煙的男子死於甲型H1N1流感，是本澳的第二宗。澳門電台（页面存档备份，存于）
- 第三階段公共汽車路線調整實施，新設兩條線路，另外三條往返路環的路線經停亞馬喇前地。澳門電台（页面存档备份，存于）

## 10月17日
- 澳門輕軌首期最終方案公佈。南灣湖畔路段改用隧道，造價亦增加至75億澳門元。澳門電台（页面存档备份，存于）澳門電台（页面存档备份，存于）
- 李若瀅當選本年度澳門小姐。澳門電台

## 10月16日
- 第四屆立法會宣誓就職，劉焯華當選主席。澳門電台（页面存档备份，存于）澳門電台（页面存档备份，存于）

## 10月9日
- 立法會在第三屆最後一次會議上，完成細則性審議《外勞法》。部分條文因支持不足未獲通過，需要刪除，是特區成立以來首次。澳門電台（页面存档备份，存于）
- 永利澳門首日在港交所掛牌，收市10.78港元，高於10.08的招股價。華爾街日報（页面存档备份，存于）

## 10月8日
- 位於馬場大馬路及永定街交界的首批電單車咪錶位今日開始試行運作。澳門電台（页面存档备份，存于）
- 昨日被清拆的青洲坊地段四最後一幢木屋的男戶主下午離開房屋局旁邊的大廈二樓外牆回到地面後被捕。其餘逗留房屋局停車場的家屬亦於晚上離去。澳門日報澳門電台（页面存档备份，存于）澳門電台（页面存档备份，存于）

## 10月7日
- 特區政府計劃在澳門半島及離島興建8座行人天橋，預計今年年底至明年初陸續完成設計及招標興建。澳門電台（页面存档备份，存于）
- 房屋局清拆青洲坊地段四最後一幢木屋，期間女戶主手部受傷。稍後男戶主到房屋局談判索償，爬出大廈危坐。澳門電台（页面存档备份，存于）
- 昨天爆發衝突的青洲海關海上監察廳大樓工程的總承包商和分判商進行談判。澳門電台（页面存档备份，存于）

## 10月6日
- 一名十六歲的香港學生，因涉嫌在網上詐騙了二十多名澳門居民被捕。澳門電台（页面存档备份，存于）

## 10月5日
- 行政長官發佈行政命令，委任第四屆立法會七名議員：何少金、徐偉坤、唐曉晴、崔世平、黃顯輝、劉永誠及蕭志偉。澳門電台（页面存档备份，存于）
- 舊區重整諮詢委員會委託大專院校，今日起到下環區進行問卷調查，了解居民對舊區重整的意見。澳門電台（页面存档备份，存于）